# چشمه بلند
چشمه بلند روستایی در دهستان گزور بخش مینان شهرستان سرباز استان سیستان و بلوچستان ایران است.

## جمعیت
بر پایه سرشماری عمومی نفوس و مسکن در سال ۱۳۹۵ جمعیت این روستا ۱۰۸ نفر (۳۵خانوار) بوده‌است.